# Wierre-Effroy
Wierre-Effroy är en kommun i departementet Pas-de-Calais i regionen Hauts-de-France i norra Frankrike. Kommunen ligger i kantonen Marquise som tillhör arrondissementet Boulogne-sur-Mer. År 2022 hade Wierre-Effroy 845 invånare.

## Befolkningsutveckling
Antalet invånare i kommunen Wierre-Effroy
| Referens: INSEE |